# Miasteczko na dłoni (film)
Miasteczko na dłoni (czes. Městečko na dlani) – czeski czarno-biały film fabularny, komediodramat w reżyserii Václava Binovca zrealizowany w 1942 w Protektoracie Czech i Moraw. Adaptacja powieści Jana Drdy pod tym samym tytułem.

## Obsada
- František Smolík jako burmistrz Buzek
- Miloš Nedbal jako anioł
- František Filipovský jako Stýblo
- Jaroslav Průcha jako kłusownik Matěj Řezáč
- Blanka Waleská jako Pepča Řezáčová
- Jaroslav Marvan jako Zimmerheier
- Jindřich Plachta jako Janek Pudeš
- Anna Letenská jako Marie, była żona Pudeša
- Ladislav Boháč jako Václav Trantinec
- Gustav Hilmar jako Jan Trantinec, ojciec Václava
- Marie Glázrová jako Anči Karasová
- Vladimír Řepa jako Karas, ojciec Anči
- František Černý jako doktor Rozum
- Ferenc Futurista jako Pazdusek
- Josef Kemr jako uczeń bednarza
- Eman Fiala jako handlowiec z szalikami
- Fráňa Vajner jako górnik
- Anna Steimarová

## Fabuła
Tragikomiczna codzienność małego miasteczka Rukapáně, mozaika drobnych, nie zawsze realistycznych perypetii mieszkańców. Dobrotliwy burmistrz zbyt lubi popijać, aby właściwie wypełniać swoje obowiązki, więc zawiera umowę z aniołem, której złamanie spowoduje jego wniebowzięcie. Z kolei kłusownik, któremu w nagrodę za dobry uczynek pozwolono oficjalnie kłusować, traci do tego zamiłowanie. Większe i mniejsze problemy mieszkańców, wśród których są niezaspokojone ambicje i miłość wbrew woli rodziców, przestaną mieć znaczenie z chwilą wybuchu wojny.